# Backstreet Dreams
Backstreet Dreams er en amerikansk film fra 1990 af Rupert Hitzig og Jason O’Malley.

## Medvirkende
- Brooke Shields som Stevie
- Jason O'Malley somDean
- Anthony Franciosa somAngelo
- John Vizzi somShane
- Joseph Vizzi somShane
- Burt Young som Luca
- Sherilyn Fenn somLucy
- Tony Fields somManny